# Stefan Dörflinger
Stefan Dörflinger, född den 23 december 1948, är en schweizisk (men tyskfödd) f.d. roadracingförare som vann 50GP Roadracing-VM 1982 och Roadracing-VM 1983 och följde upp det med att vinna den nya klassen 80GP Roadracing-VM 1984 och Roadracing-VM 1985.

## Segrar 80GP
| Nummer | Grand Prix      | År   |
| ------ | --------------- | ---- |
| 1      | Österrike       | 1984 |
| 2      | Västtyskland    | 1984 |
| 3      | Jugoslavien     | 1984 |
| 4      | Belgien         | 1984 |
| 5      | Västtyskland    | 1985 |
| 6      | Jugoslavien     | 1985 |
| 7      | Italien         | 1986 |
| 8      | Tjeckoslovakien | 1987 |
| 9      | Spanien         | 1988 |

## Segrar 50GP
| Nummer | Grand Prix   | År   |
| ------ | ------------ | ---- |
| 1      | Belgien      | 1980 |
| 2      | Västtyskland | 1980 |
| 3      | Västtyskland | 1981 |
| 4      | Spanien      | 1982 |
| 5      | Italien      | 1982 |
| 6      | Holland      | 1982 |
| 7      | Frankrike    | 1983 |
| 8      | Västtyskland | 1983 |
| 9      | Jugoslavien  | 1983 |